# 国道46号線 (韓国)
国道46号線（こくどうよんじゅうろくごうせん）または国道第四十六号仁川高城線（こくどうだいよんじゅうろくごうせんインチョンコソンせん）とは大韓民国仁川広域市中区と江原特別自治道高城郡を結ぶ全長281.7kmの大韓民国の国道である。